# Kono Subarashii Sekai ni Shukufuku o!
Kono Subarashii Sekai ni Shukufuku wo! (この素晴らしい世界に祝福を!, Kono Subarashii Sekai ni Shukufuku o!, lit. "Vamos Dar as Bênçãos a Este Mundo Maravilhoso!") ou no ocidente KonoSuba: God's Blessing on This Wonderful World! (bra: KonoSuba: Abençoado Mundo Maravilhoso!) é uma série de light novel escrita por Natsume Akatsuki.
A série conta a história de um garoto que é mandado para um mundo fantasioso após a sua morte, formando um grupo disfuncional com uma deusa, uma maga e uma cruzado para lutar contra monstros.
'Começou como uma série de web novel lançada pela Shōsetsuka ni Narō entre dezembro de 2012 e outubro de 2013, até ser revisada para uma série impressa de light novel com ilustrações de Kurone Mishima, que começou a ser publicada através da editora Kadokawa Shoten sob impressão da Kadokawa Sneaker Bunko a partir de outubro de 2013.
Uma adaptação para mangá ilustrada por Masahito Watari começou a ser serializada na revista Monthly Dragon Age da Fujimi Shobo em outubro de 2014. Um CD drama foi lançado pela HobiRecords em março de 2015 e uma adaptação em anime pelo Studio Deen foi ao ar no Japão entre janeiro e março de 2016. Uma segunda temporada do anime foi ar ar no Japão entre janeiro e março de 2017. Uma série de light novel spin-off, intitulada Kono Subarashii Sekai ni Bakuen o!, começou a ser publicada em julho de 2014. As light novels e o mangá da série são licenciados pela Yen Press na América do Norte. Uma adaptação da série para filme intitulada Kono Subarashii Sekai ni Shukufuku o! Kurenai Densetsu foi produzida pela J.C.Staff, sendo seu lançamento em 2019.

## Sinopse
Após uma morte prematura e embaraçosa, Kazuma Satō, um adolescente japonês hikikomori e NEET, conhece uma deusa chamada Aqua, que se oferece para reencarnar-lo em um mundo paralelo com elementos de MMORPG controlado por um rei demoníaco, onde ele pode viver aventuras e batalha contra monstros. Apesar de Aqua lhe oferecer a possibilidade de Kazuma levar consigo "qualquer coisa" para lhe auxiliar em sua jornada, Kazuma, em retaliação após algumas provocações de Aqua, a escolhe contra a vontade dela para acompanhá-lo.
Já na cidade de Axel, no mundo paralelo, Aqua se vê incapaz de retornar ao seu posto de deusa da vida após a morte até que o Rei Demônio seja derrotado. Nesta situação, para sobreviver no novo mundo, Kazuma e Aqua decidem trabalhar juntos, ganhando dinheiro resolvendo missões de aventureiros. Eventualmente, recrutam dois outros membros: Megumin, uma maga obcecada por explosões cujo único mas poderoso feitiço é lançar explosões, e Darkness, uma cruzado habilidosa com sua espada e possuindo comportamento masoquista.
Devido às habilidades disfuncionais do grupo, Kazuma rapidamente desiste da ideia de derrotar o Rei Demônio e tenta viver um estilo de vida luxuoso, mas descobre que as circunstâncias de sua vida diária inevitavelmente estão forçando a ele e as suas companheiras a encontrar e lutar contra os generais do Rei do Demônio.

## Mídia

### Light Novels
A série originalmente foi feita em web novel por Natsume Akatsuki entre 20 dezembro de 2012 e 21 outubro de 2013 pelo site Shōsetsuka ni Narō, também Akatsuki escreveu uma história spin off sobre Wiz e Vanir, no mesmo website. Natsume gostava de jogar vários jogos de fantasia como Wizardry e Final Fantasy, nisso fez com que a série recebesse vários elementos de RPG de mesa.
A primeira Light Novel, Kono Subarashii Sekai ni Shukufuku wo! (この素晴らしい世界に祝福を!), começou a ser publicada com ilustrações de Kurone Mishima, pela revista Kadokawa Sneaker Bunko da editora Kadokawa Shoten em 1º de outubro de 2013, finalizado no volume dezessete em 1º de maio de 2020.
A série recebeu seu spin off, com o foco na personagem Megumin, intitulado Kono Subarashii Sekai ni Bakuen wo! (この素晴らしい世界に爆焔を！, lit. As Bênçãos a Esse Mundo Maravilhoso com Explosões), em 1º de julho de 2014, totalizando três volumes e encerrando em 1º de junho de 2015. A história acontece um ano antes da série principal.
O terceiro spin-off intitulado Kono Kamen no Akuma ni Sodan wo! (この仮面の悪魔に相談を！, lit. Consultando com o Diabo Mascarado!), lançado em  1º de abril de 2016, a história se passa depois que Wiz desperdiçou todo o dinheiro que Vanir ganhou com as patentes de Kazuma, por isso Vanir é forçado a aceitar um emprego de consultoria para pagar o aluguel da loja. Em um certo dia, Aqua não conseguia dormir, então decide invadir a loja de Wiz para perguntar sobre ela e o passado dela e de Vanir.
Zoku: Kono Subarashii Sekai ni Bakuen wo! (続・この素晴らしい世界に爆焔を！, lit. Sequência: As Bênção a Esse Mundo Maravilhoso com Explosões) foi a continuação da história de Bakuen, se concentra nas atividades de Megumin, Yunyun e Alice durante os volumes 8 e 9 da série principal. Seu lançamento gratuito on-line foi em comemoração à vitória de Megumin na 1ª pesquisa de popularidade do KonoSuba, lançado em 28 de dezembro de 2016.
Em 1º agosto de 2017 foi lançado Kono Subarashii Sekai ni Shukufuku wo! Extra Ano Orokamono ni mo Kyakkou wo! (この素晴らしい世界に祝福を！エクストラ あの愚か者にも脚光を！, lit. As Bênçãos de Deus Nesse Mundo Maravilhoso! Um Momento de Atenção para esse Tolo Também!) um spin off que ocorre entre o segundo quarto volume da série principal, contando a história do podo de vista de Dust durante sua troca de membros de grupo ele e Kazuma.
No dia 1º de janeiro de 2020 Kono Subarashii Sekai no Shukufuku ou! Yorimichi! (この素晴らしい世界に祝福を！ よりみち！, lit. As Bênçãos de Deus Nesse Mundo Maravilhoso! Desvio!) foi uma coleção de contos lançada pelo Akatsuki Natsume, apresentando um conjunto de histórias curtas, que faziam conjuntos com Blu-Rays e DVDs, vendidos anteriormente da série.

### Mangás
A adaptação do mangá de KonoSuba ilustrado por Masahito Watari começou na revista mensal Dragon Age da editora Fujimi Shobou, foi lançado seu primeiro capítulo em 9 de setembro de 2014. tendo seu formato em tankōbon em 9 de abril de 2015.
Kono Subarashii Sekai ni Bakuen wo! (この素晴らしい世界に爆焔を！) foi a adaptação da light novel de mesmo nome. Lançada entre 27 de abril de 2016 a 27 de dezembro de 2017 na revista Comic Alive da editora Media Factory, ilustrado por Kasumi Morino, teve ao total 21 capítulos e cinco volumes em formato tankōbon.
A terceira adaptação da série de mangás, ilustrado por Suzume Somemiya, foi Kono Subarashii Sekai ni Nichijou wo! (この素晴らしい世界に日常を!, lit. Todos os Dias neste Mundo Maravilhoso!), mostrando o dia a dia do grupo de Kazuma, sendo lançado seus capítulos a partir do dia 27 de setembro de 2016[carece de fontes?] na revista Comic Alive da editora Media Factory, com o total de três volumes lançados em formato tankōbon, lançados de 23 de março de 2017 a 22 de novembro de 2019.
A quarta adaptação para mangá, ilustrado novamente por Suzume Somemiya foi Kono Kamen no Akuma ni Sodan wo! (この仮面の悪魔に相談を！) adaptando a light novel de mesmo nome. Lançada entre 27 de fevereiro de 2018 a 26 de janeiro de 2019, na revista Comic Walker da editora Kadokawa, contendo o total de doze capítulos e dois volumes em tankōbon publicados nos dias 23 de agosto de 2017 e 23 de fevereiro de 2019.
Zoku: Kono Subarashii Sekai ni Bakuen wo! (続・この素晴らしい世界に爆焔を！) também foi uma adaptação para mangá, a light novel de mesmo nome. Sendo ilustrado novamente por  Kasumi Morino, lançando desdo dia 27 de fevereiro de 2018 na revista Comic Alive da editora Media Factory, tendo três volumes lançados atualmente.
Outra adaptação da light novel que ganhou um mangá foi Kono Subarashii Sekai ni Shukufuku wo! Extra Ano Orokamono ni mo Kyakkou wo! (この素晴らしい世界に祝福を！エクストラ あの愚か者にも脚光を！), ilustrado por Buta Tamako, tendo os seu capítulos publicados na Shounen Ace  da editora Kadokawa desde de 26 de novembro de 2018, tendo atualmente dois volumes lançados.

### Animes
A primeira temporada de KonoSuba, feita pelo Studio Deen, foi ao ar na Tokyo MX, entre 14 de janeiro a 16 de março de 2016, depois transmitindo em outras oito redes de televisão do Japão, e em vários serviços de streming, pelo mundo. A animação foi dirigida por Takaomi Kanasaki, roteirizada por Makoto Uezu e os design de personagens foram feitos por Koichi Kikuta. O primeiro OVA foi empacotado junto com o nona edição da light novel, em junho de 2016, intitulada "As bençãos de Deus nesta maravilhosa gargantilha!".
A segunda temporada, anunciada logo no final da primeira parte, foi exibida entre 12 de janeiro a 16 de março de 2017, com mesmo estúdio, equipe de produção e elenco. O segundo ova foi empacotado junto com a decima segunda edição da light novel em julho de 2017, intitulado “As bençãos de Deus nestas obras de arte maravilhosas!”.
No Brasil e em Portugal a animação foi transmitida simultaneamente, legendado, pela Crunchyroll. As duas temporadas e OVAs receberam dublagem em português brasileiro pelo estúdio Som de Vera Cruz, a partir do dia 15 de janeiro de 2019, as temporadas foram exibida na Rede brasil, no bloco Crunchyroll TV, em 19 de janeiro de 2019 aos sábados, a partir do dia 20 de abril a série foi exibida nas quartas-feiras, e do dia 22 de julho em diante o anime foi transmitido nas segundas-feiras. Suas reprises se encerraram no dia 21 de outubro de 2019, com a maratona Black Clover.
O elenco de KonoSuba faz parte de um outro anime original, chamado Isekai Quartet, um crossover apresentando versões chibi de personagens de quatro séries isekai super populares: Re:Zero, Overlord, KonoSuba e Youjo Senki.
A terceira temporada de KonoSuba vai estrear em 2024.

#### Aberturas e Encerramentos
| Primeira Temporada | Primeira Temporada                                                                               | Episódios    | Ref.   |
| Abertura           | Machico – "fantastic dreamer"                                                                    | 1 ~ 10 + OVA | [ 47 ] |
| Encerramento       | Sora Amamiya & Rie Takahashi & Ai Kayano – Little Adventurer (ちいさな冒険者, Chiisana Bōkensha) | 1 ~ 10 + OVA | [ 47 ] |

| Segunda Temporada | Segunda Temporada                                                                                     | Episódios    | Ref.   |
| Abertura          | Machico – "Tomorrow"                                                                                  | 1 ~ 10 + OVA | [ 48 ] |
| Encerramento      | Sora Amamiya & Rie Takahashi & Ai Kayano – I Want to Go Back Home (お家に帰りたい, Ouchi ni Kaeritai) | 1 ~ 10 + OVA | [ 48 ] |

### Jogos
Um jogo para PC foi desenvolvido por Tachi, intitulado Kono Subarashii Sekai ni Shukufuku o! in the life (この素晴らしい世界に祝福を！in the life), veio em conjunto com o primeiro Blu-ray/DVD do anime em 25 de março de 2016, o jogo foi produzido por base do motor gráfico RPG Tsukuru VX Ace, Durante o jogo, os players controlam Kazuma, Aqua, Megumin, e Darkness por diversas quests em seu mundo alternativo.
Outro jogo para PC que veio na coleção do Blu-ray/DVD da segunda temporada, foi Kono Subarashii Sekai ni Shukufuku wo! Fukatsu no Verdier (この素晴らしい世界に祝福を！復活のベルディア), desenvolvida por Team Ladybug e Krobon, em 23 de março de 2017.
Desenvolvida pela 5pb.,KonoSuba: God's Blessing on this Wonderful World! Judgment on this Greedy Game! (この素晴らしい世界に祝福を！ -この欲深いゲームに審判を！-, Kono Subarashii Sekai ni Shukufuku wo! -Kono Yokubukai Game ni Shinpan wo!) foi primeiro jogo adaptado para o PlayStation Vita e PlaySation 4, lançado no dia 7 de setembro de 2017, a história se trata de um RPG onde Kazuma descobre um anel amaldiçoado que lhe permite roubar as roupas íntimas de outras pessoas próximas a ele. A musica tema do jogo é "Million Smile!" da cantora Machico, já a musica-tema de encerramento é "101 Pikime no Hitsuji" (101匹目の羊) também da Machico e com as vozes de Sora Amamiya (Aqua), Rie Takahashi (Megumin) e Ai Kayano (Darkness).
A Entergram anunciou uma outra adaptação que foi para o PlayStation Vita e PlayStation 4, subintitulado de Labyrinth of Hope and the Gathering of Adventurers! (〜希望の迷宮と集いし冒険者たち〜, -Kibou no Meikyuu to Tsudoishi Boukensha-tachi!-), no qual se trata de um RPG que usa mecânicas de dungeon crawler em primeira pessoa, apresentando musicas originais da cantora Machico, "Stand Up" na abertura e "See You Tomorrow" (またあした, Mata Ashita) no encerramento. Seu lançamento foi no dia 28 de março 2019.
Para IOS e Android, Kono Subarashii Sekai ni Shukufuku wo! Fantastic Days (この素晴らしい世界に祝福を！ファンタスティックデイズ, Kono Subarashii Sekai ni Shukufuku wo! Fantasutikku Deizu), desenvolvido pela Sumzap, teve seu lançamento no dia 27 de fevereiro de 2019, somente para o Japão. Esse jogo trata-se de um RPG de batalha baseado em turnos, que apresenta uma história original, dublagem e design de personagens como Kazuma, Aqua, Darkness, Wiz, Megumin, Yunyun e outros. A musica-tema de abertura é "Happy Magic" da cantora Machico e o encerramento foi "Bright Show" feito por Aki Kawase (Lia), Karin Isobe (Cielo) e Runa Narumi (Erika) .

### Filme
Em 25 de junho de 2018, foi anunciada uma adaptação para o cinema feita pelo estúdio J.C.Staff, mantendo o mesmo elenco e equipe de produção. O filme é intitulado KONOSUBA -God's blessing on this wonderful world!- Legend of Crimson (この素晴らしい世界に祝福を！紅伝説, Kono Subarashii Sekai ni Shukufuku wo! Kurenai Densetsu), estreou no Japão no dia 30 de agosto de 2019, e no crunchyroll para streaming em 25 de março de 2020. O filme traz bastante foco nas personagens Yunyun e Megumin. A musica-tema de abertura é "1 mm Symphony" (1ミリ Symphony) da cantora Machico e o encerramento "My Home Town" (マイ・ホーム・タウン) pelo trio principal de dubladoras do anime Sora Amamiya (Aqua), Rie Takahashi (Megumin) e Ai Kayano (Darkness).

### Áudio CDs
Um CD de rádio-drama, com uma vozes diferente do anime, foi lançado pela HobiRecords em 1 de março de 2015. O segundo CD de radio-drama, veio juntamente com uma trilha sonora original do anime, sendo lançado em março 2017.

## Recepção
Em 2016 a light novel de KonoSuba liderou o ranking de vendas Book Walker, maior livraria digital do Japão.

Em uma enquete on-line no site Akiba Souken, em 2019, KonoSuba foi escolhido como melhor anime isekai já feito.

### Web Novel
- «Primeiro volume da Web Novel» (em japonês)
- «暁なつめ【Official News】 - @akatsukioffici3» (em japonês). twitter oficial de Natsume Akatsuki
- «四畳半から見える月» (em japonês). Blog de Natsume Akatsuki

### Light Novel
- Página oficial da Light Novel e Mangás
- «na revista Kadokawa Sneaker Bunko» (em japonês)
- «三嶋くろね - @mishima_kurone» (em japonês). twitter oficial de Kurone Mishima
- Kono Subarashii Sekai ni Shukufuku o! (light novel) na enciclopédia do Anime News Network (em inglês)
- Kono Subarashii Sekai ni Bakuen wo! (light novel) na enciclopédia do Anime News Network (em inglês)

### Mangá
- «na revista dragon age» 🔗 (em japonês)
- Kono Subarashii Sekai ni Shukufuku o! (18157) na enciclopédia do Anime News Network (em inglês)
- Kono Subarashii Sekai ni Bakuen wo! (light novel) na enciclopédia do Anime News Network (em inglês)

### Anime
- Página oficial do Anime
- «アニメ『このすば』公式ツイッター - @konosubaanime» (em japonês). twitter oficial (anime)
- «Konosuba  - @Konosuba_Anime» (em inglês). twitter oficial (anime)
- Kono Subarashii Sekai ni Shukufuku o! (anime) na enciclopédia do Anime News Network (em inglês)
- Kono Subarashii Sekai ni Shukufuku o! (anime) na enciclopédia do Anime News Network (em inglês)

Streaming;
- «KonoSuba: God's Blessing on This Wonderful World». na Crunchyroll
- «KonoSuba: God's Blessing on This Wonderful World». na Netflix

### Filme
- Kono Subarashii Sekai ni Shukufuku o! (anime) na enciclopédia do Anime News Network (em inglês)

Streaming;
- «Legend of Crimson». na Crunchyroll

### Jogos
- Página oficial do jogo Judgment on this Greedy Game!
- Página oficial do jogo Labyrinth of Hope and the Gathering of Adventurers!
- Página oficial do jogo  Fantastic Days
- «『このファン』この素晴らしい世界に祝福を！ファンタスティックデイズ《公式》このすばスマホゲーム - @konosubafd» (em japonês). twitter oficial (jogo Fantastic Days)